# Kafr Hassan Dawood
Kafr Hassan Dawood és una excavació d'Egipte a la vora del Uadi Tumilat (un riu que antigament desaiguava al Nil), a l'est del delta, prop del Canal de Suez (uns 40 km a l'est d'Ismaïlia). S'han excavat prop de 1000 tombes i 138 cases i s'ha trobat almenys un serekh predinàstic.
El jaciment cobreix dos períodes d'ocupació: una necròpolis del període protodinàstic al dinàstic primerenc (c. 3300 a.e.c - 2890 a.e.c) i un assentament del període tardà al ptolemaic (c. 610 a.e.c - 30 a.e.c).